# Simone Mereu
Simone Mereu, soprannominato Deciso (Carbonia, 18 febbraio 1980), è un fantino italiano.

## Carriera
Ha debuttato in ippodromo il 27 marzo 2000 a Torino, in groppa a Thera. Il 17 giugno dello stesso anno ha colto la sua prima vittoria a Novi Ligure. Successivamente si è spostato nell'orbita degli ippodromi di Milano e Varese, dove si è affermato come professionista del galoppo. Nel 2007 si è accostato anche al mondo delle corse a pelo, partecipando alla provaccia del Palio di Legnano per la Contrada Sant'Ambrogio e montando per il Borgo Viatosto al Palio di Asti, in cui però ha rimediato un'eliminazione in batteria. Nel 2008 ha preso parte al Palio di Legnano, senza riuscire a vincere (vince la "provaccia" antecedente al Palio). Nel 2010 ha vinto il Palio dell'Arcata di Acquapendente, bissando il successo anche nel 2011.
Nel 2011 esordisce nel Palio di Fucecchio, correndo e vincendo per la Contrada Samo, che non era mai riuscita a vincere nelle precedenti 30 edizioni. Alla vigilia della corsa viene ribattezzato dai propri contradaioli "Deciso", soprannome che continua a portarsi ancora dietro.
Nel 2012 ha nuovamente vinto il Memorial Favari a Legnano per la contrada Legnarello.
Nel 2013 vince al fotofinish il Palio dei 10 Comuni di Montagnana con i colori del comune di Urbana.
Nel 2014 ha vinto il Palio di Fucecchio, correndo per la Contrada Querciola, che non vinceva un Palio dal 1997.
Nel 2015 ha nuovamente vinto il Palio di Fucecchio, correndo per la Contrada Querciola, facendole fare il cosiddetto "cappotto".

## Palio di Legnano
| Palio | Contrada       | Cavallo | Piazzamento           | Note |
| ----- | -------------- | ------- | --------------------- | ---- |
| 2019  | San Bernardino | Ohana   | Eliminato in batteria |      |

## Partecipazioni al Palio di Asti
| Palio | Rione, Borgo, Comune | Cavallo     | Piazzamento           |
| ----- | -------------------- | ----------- | --------------------- |
| 2007  | Borgo Viatosto       | Magico Jack | Eliminato in batteria |
| 2008  | Nizza Monferrato     |             | Eliminato in batteria |
| 2009  | Nizza Monferrato     | Pieruccio   | Eliminato in batteria |
| 2016  | Baldichieri          | Track       | 6°                    |

## Partecipazioni al Palio di Fucecchio
| Data              | Contrada       | Cavallo           | Piazzamento           |
| ----------------- | -------------- | ----------------- | --------------------- |
| 22 maggio 2011    | Samo           | Narcisco          | Vincitore             |
| 20 maggio 2012    | Samo           | Manna de Ozieri   | 6°                    |
| 18 maggio 2014    | Querciola      | Bomario da Clodia | Vincitore             |
| 24 maggio 2015    | Querciola      | Tavel Pontadour   | Vincitore             |
| 23 maggio 2016    | Ferruzza       | Remo Secondo      | 5°                    |
| 21 maggio 2017    | Querciola      | Tale e Quale      | 6°                    |
| 20 maggio 2018    | San Pierino    | Red Riu           | 4°                    |
| 19 maggio 2019    | San Pierino    | Hakara Trois      | 3°                    |
| 26 settembre 2021 | Querciola      | Anda e Bola       | 2°                    |
| 22 maggio 2022    | Querciola      | Zarck             | Eliminato in batteria |
| 21 maggio 2023    | Porta Raimonda | Compilation       | Eliminato in batteria |

## Partecipazioni al Palio di Ferrara
| Palio | Rione, Borgo | Cavallo        | Piazzamento |
| ----- | ------------ | -------------- | ----------- |
| 2012  | San Luca     | Nadir de Mores | 3° (scosso) |

## Vittorie al Palio di Fermo
| Palio | Rione, Borgo | Cavallo | Piazzamento |
| ----- | ------------ | ------- | ----------- |
| 2016  | Fiorenza     | Freezer | Vincitore   |